# 나영희
나영희(1961년 10월 29일 (음력 9월 20일) ~ )는 대한민국의 배우이다.

## 경력
1980년 MBC 12기 공채 탤런트로 데뷔하였다.
대표작으로 2008년 KBS2 드라마 《그들이 사는 세상》, 2009년 MBC 드라마 《내조의 여왕》, 2012년 KBS2 드라마 《넝쿨째 굴러온 당신》, 2012년 SBS 드라마 《옥탑방 왕세자》, 2013년 KBS2 드라마 《굿 닥터》, 2013년 SBS 드라마 《별에서 온 그대》, 2015년 KBS2 드라마 《프로듀사》 등이 있다.
2013년 최고 시청률 28%를 기록한 화제의 드라마 SBS 《별에서 온 그대》에서 천송이(전지현 분) 엄마 양미연 역을 맡아 감칠맛 나는 연기로 호평을 이끌었으며, 2014년 MBC 드라마 《엄마의 정원》에서는 대기업 사모님이자 정유미의 의붓엄마 유지선 역으로 열연했다. 2015년 KBS2 드라마 《가족끼리 왜 이래》를 통해 매사에 당당하고 적극적인 커리어우먼 백설희 역으로 활약했으며, 같은 해 방영된 화제작 KBS2 《프로듀사》에서는 소속 아티스트들을 마음대로 쥐락펴락하는 엔터계의 마녀 변미숙 대표로 완벽 변신해 뜨거운 인기를 얻었다. 2016년 종영한 SBS 주말드라마 《애인있어요》와 MBC 월화드라마 《화려한 유혹》에서 각각 홍세희 역과 한영애 역을 연기하며 극의 재미를 배가시키는 명품 신스틸러로 활약하기도 했다.
다수의 드라마와 영화를 통해 활발한 활동을 이어가고 있는 연기파 중년 여배우이다.

## 학력
- 안양예술고등학교 (연극영화과 / 졸업)

## 출연작

### 드라마

#### KBS
- 1984년 KBS1 주말 특별기획 대하드라마 《독립문》 ... 월하 역
- 1986년 KBS2 수목 특별기획 드라마 《뜨거운 강》 ... 선희 역
- 1987년 KBS2 아침 일일연속극 《어머니》
- 1988년 KBS2 수목 미니시리즈 《그해 겨울은 따뜻했네》 ... 수지 역
- 1990년 KBS2 월화 특별기획 드라마 《불의 나라》
- 1995년 KBS2 6.25 전쟁 발발 특집드라마 《오래된 집》
- 1997년 KBS2 아침 일일연속극 《여자는 어디에 머무는가》
- 1998년 KBS2 아침 일일연속극 《결혼 7년》
- 2005년 KBS2 월화 미니시리즈 《웨딩》 ... 성혜림 역
- 2006년 KBS2 월화 미니시리즈 《안녕하세요 하느님》 ... 허원숙 역
- 2006년 KBS2 수목 미니시리즈 《투명인간 최장수》 ... 여지원 역
- 2007년 KBS2 수목 미니시리즈 《인순이는 예쁘다》 ... 이선영 역
- 2008년 KBS2 저녁 일일연속극 《돌아온 뚝배기》 ... 허정숙 역
- 2008년 KBS2 월화 미니시리즈 《그들이 사는 세상》 ... 준영 모 역
- 2010년 KBS1 저녁 일일연속극 《바람불어 좋은 날》 ... 차연실 역
- 2011년 KBS2 월화 미니시리즈 《동안미녀》 ... 현 이사 역
- 2011년 KBS1 저녁 일일연속극 《우리집 여자들》 ... 김진숙 역
- 2012년 KBS2 주말연속극 《넝쿨째 굴러온 당신》 ... 장양실 역
- 2013년 KBS2 월화 미니시리즈 《굿 닥터》 ... 이여원 역
- 2014년 KBS2 주말연속극 《가족끼리 왜 이래》 ... 백설희 역
- 2015년 KBS2 금토 미니시리즈 《프로듀사》 ... 변미숙 역
- 2017년 KBS2 주말연속극 《황금빛 내 인생》 ... 노명희 역
- 2019년 KBS2 주말연속극 《사랑은 뷰티풀 인생은 원더풀》 ... 홍유라 역
- 2020년 KBS2 수목 미니시리즈 《바람피면 죽는다》 ... 한우성의 어머니 역 (특별출연)
- 2022년 KBS2 저녁 일일연속극 《황금 가면》 ... 차화영 역 (본작의 진 최종 보스)
- 2024년 KBS2 저녁 일일연속극 《신데렐라 게임》 ... 신여진 역 (이 드라마의 메인 여주인공)

#### 타사
- 1980년 MBC 법정드라마 《홍변호사》 ... 미스 김 역
- 1987년 MBC 월화 미니시리즈 《막차로 온 손님들》
- 1992년 SBS 소설 미니시리즈 극장 《장미정원》 ... 서지혜 역
- 1993년 SBS 아침 일일연속극 《사랑의 조건》 ... 장선영 역
- 1995년 SBS 수목 특별기획 드라마 《다시 만날 때까지》 ... 오주영 역
- 1996년 SBS 일요 아침드라마 《오장군》 ... 송여진 역
- 1997년 SBS 월화 특별기획 드라마 《여자》 ... 춘자 역
- 1997년 MBC 아침 일일연속극 《욕망》 ... 샤넬 최 역
- 2003년 SBS 주말극장 《백수탈출》 ... 고영순 역
- 2005년 MBC 수목 미니시리즈 《슬픈 연가》 ... 서향자 역
- 2005년 MBC 아침 일일연속극 《맨발의 청춘》 ... 인애 역
- 2006년 SBS 주말 특별기획 드라마 《게임의 여왕》 ... 한미숙 역
- 2006년 MBC 4부작 특집 드라마 《기적》 ... 김숙희 역
- 2008년 ~ 2009년 SBS 주말 특별기획 드라마 《가문의 영광》 ... 이영인 역
- 2009년 MBC 월화 미니시리즈 《내조의 여왕》 ... 오영숙 역
- 2009년 SBS 주말 미니시리즈 《스타일》 ... 손병이 역
- 2010년 MBC 수목 미니시리즈 《아직도 결혼하고 싶은 여자》 ... 탤런트 역
- 2010년 SBS 월화 미니시리즈 《오 마이 레이디》
- 2010년 MBC 주말연속극 《글로리아》 ... 여정난 역
- 2011년 SBS 월화 미니시리즈 《파라다이스 목장》 ... 이복심 역
- 2012년 SBS 드라마 스페셜 《옥탑방 왕세자》 ... 장 회장 역
- 2012년 SBS 저녁 일일연속극 《가족의 탄생》 ... 장미희 역
- 2013년 ~ 2014년 SBS 드라마 스페셜 《별에서 온 그대》 ... 양미연 역
- 2014년 JTBC 저녁 일일연속극 《귀부인》 ... 백 대표 母 역
- 2014년 MBC 저녁 일일연속극 《엄마의 정원》 ... 유지선 역
- 2014년 MBC 수목 미니시리즈 《운명처럼 널 사랑해》 ... 이용의 친모 역
- 2015년 SBS 주말 특별기획 드라마 《애인 있어요》 ... 홍세희 역
- 2015년 MBC 월화 특별기획 드라마 《화려한 유혹》 ... 한영애 역
- 2016년 MBC 수목 미니시리즈 《운빨로맨스》 ... 양희애 역
- 2016년 SBS 드라마 스페셜 《푸른 바다의 전설》 ... 담령 母 / 모유란 역
- 2018년 tvN 월화 미니시리즈 《멈추고 싶은 순간 : 어바웃 타임》 ... 진라희 역
- 2018년 JTBC 월화 미니시리즈 《뷰티 인사이드》 ... 임정연 역
- 2018년 MBC 수목 미니시리즈 《붉은 달 푸른 해》 ... 허진옥 역
- 2019년 tvN 주말 미니시리즈 《사랑의 불시착》 ... 웨딩드레스 옷가게 사장 역 (특별출연)
- 2021년 SBS 금토 미니시리즈 《원 더 우먼》 ... 서명원 역
- 2021년 JTBC 수목 미니시리즈 《공작도시》
- 2024년 tvN 주말 미니시리즈 《눈물의 여왕》 ... 김선화 역
- 2024년 JTBC 수목 미니시리즈 《끝내주는 해결사》 ... 차희원 역

### 영화
- 1981년 《어둠의 자식들》 ... 카수 영애 역
- 1981년 《낮은 대로 임하소서》 ... 강은경 역
- 1982년 《나비 품에서 울었다》
- 1982년 《밤의 천국》
- 1982년 《백구야 훨훨 날지마라》 ... 은주 역
- 1982년 《열애》
- 1982년 《화녀'82》
- 1983년 《장미부인》
- 1983년 《이 한몸 돌이 되어》
- 1983년 《적도의 꽃》
- 1984년 《그 여름의 마지막 날》
- 1984년 《사슴 사냥》
- 1984년 《장대를 잡은 여자》
- 1985년 《그것은 밤에 이뤄졌다》
- 1985년 《설마가 사람잡네》
- 1986년 《달빛타기》
- 1986년 《가까이 더 가까이》
- 1986년 《눈짓에서 몸짓까지》 ... 미영 역(특별출연)
- 1986년 《영웅연가》
- 1987년 《이브의 건넌방》 ... 영숙 역
- 1987년 《영점구일칠》
- 1987년 《야누스의 불꽃 여자》 ... 은지 역
- 1988년 《매춘》 ... 나영 역
- 1988년 《벽속의 부인》
- 1988년 《아스팔트 위의 동키호테》 ... 미스 오 역
- 1988년 《나신들》
- 1989년 《매춘 2》 ... 송나영 역
- 1989년 《며느리 밥풀꽃에 대한 보고서》
- 1990년 《천국의 땅》
- 1993년 《망각 속의 정사》
- 1995년 《말미잘》
- 2002년 《미션 바라바》 ... 순애 역
- 2008년 《순정만화》 ... 수영 모 역(특별출연)
- 2012년 《부러진 화살》 ... 김경호 부인 역
- 2012년 《무서운 이야기 - 콩쥐팥쥐》 ... 장여사 역
- 2017년 《기억의 밤》 ... 진석/유석 모 역

### 예능
- 1986년 KBS2 《한밤의 희망음악》 MC

### CF
- 1990년 LX하우시스 《럭키 노브롱》

## 수상 및 후보
| 연도 | 시상식                     | 부문                            | 작품                 | 결과 |
| ---- | -------------------------- | ------------------------------- | -------------------- | ---- |
| 1981 | 제2회 한국영화평론가협회상 | 신인상                          | 어둠의 자식들        | 수상 |
| 1982 | 제21회 대종상              | 특별상                          | 백구야 훨훨 날지마라 | 수상 |
| 1982 | 제18회 백상예술대상        | 영화부문 여자 신인연기상        | 어둠의 자식들        | 수상 |
| 1983 | 제3회 한국영화평론가협회상 | 여자연기상                      | 백구야 훨훨 날지마라 | 수상 |
| 1989 | 제25회 백상예술대상        | 영화부문 인기상                 | 매춘                 | 수상 |
| 2009 | MBC 연기대상               | 미니시리즈부문 황금연기상       | 내조의 여왕          | 수상 |
| 2009 | SBS 연기대상               | 드라마스페셜부문 여자 조연상    | 스타일               | 수상 |
| 2014 | SBS 연기대상               | 중편드라마부문 여자 특별연기상  | 별에서 온 그대       | 후보 |
| 2015 | MBC 연기대상               | 특별기획부문 베스트 여자 조연상 | 화려한 유혹          | 후보 |
| 2018 | 제54회 백상예술대상        | TV부문 여자 조연상              | 황금빛 내 인생       | 후보 |
| 2018 | 제38회 황금촬영상          | 심사위원 특별상                 | 기억의 밤            | 수상 |